# Tutte le fiabe
Tutte le fiabe (definita “enciclopedia della fantasia a fascicoli settimanali”) è una celebre serie di fiabe pubblicata in fascicoli settimanali dalla Fratelli Fabbri Editori tra il 1962 e il 1965. Raccoglie - e illustra - le fiabe più celebri e più belle di tutto il mondo, così come i principali racconti e leggende.

## Storia
Ottenuta l'autorizzazione N. 5993 del 23 luglio 1962 dal Tribunale di Milano, la Fratelli Fabbri Editori iniziò la pubblicazione del primo numero di Tutte le fiabe il 2 maggio 1963. Era pure possibile ottenerne la spedizione in abbonamento postale (mediante tariffa ridotta in base all'autorizzazione N. 128214/12 del 13 ottobre 1962 delle Poste e Telecomunicazioni di Milano). Nel caso di richiesta diretta alla casa editrice, sia per situazioni di edicole sprovviste o di numeri arretrati, il costo di ciascun fascicolo non cambiava, rimanendo 150 L l'uno, senza spese di spedizione. Analogamente le copertine per la rilegatura dei volumi potevano essere richieste senza sovrapprezzo a 1.000 L direttamente all'editore.

Il fascicolo 128, che completa l'opera che complessivamente è di circa 2.200 pagine e contiene oltre 180 tra fiabe, racconti e leggende, è del 19 ottobre 1965.
Visto il successo editoriale, nel dicembre 1965 lo stesso editore inizia la promozione di una nuova opera avente sempre le fiabe a soggetto, intitolata Fiabe sonore, su albi di formato ancora più grande e con l'aggiunta di dischi, per un totale di 60 fiabe.

## Piano editoriale
Il progetto editoriale comprendeva 128 fascicoli settimanali, di 10 pagine ciascuno (16 facciate di fiabe e 4 – la copertina – di carattere zoologico) di grande formato (24,5 × 31,4 cm), in vendita ogni giovedì nelle edicole a 150 L l'uno, con i quali formare 8 volumi di fiabe (e con le copertine, tutte riferite agli animali, anche 2 volumi aggiuntivi a carattere zoologico).
Al completamento di ogni volume veniva allegato, con il primo fascicolo facente parte del volume successivo, il frontespizio e l'indice del volume precedente. Per facilitarne la rilegatura, separatamente veniva inoltre offerta a 1.000 L la copertina.

## Piano dell'opera
Con i 128 fascicoli settimanali era possibile comporre ben 10 volumi, da rilegare a cura degli acquirenti, ciascuno normalmente di 256 pagine (tranne qualche eccezione/errore di cui si dirà più avanti), così suddivisi:
- 4 volumi intitolati Tutte le fiabe (con gli interni dei primi 64 fascicoli), rispettivamente di 272, 256, 256, 256 pagine (dimensioni della pagina: 245 × 312 mm; carta color avorio da 165 g);
- 4 volumi intitolati Tutte le fiabe - Racconti e leggende (con gli interni degli ultimi 64 fascicoli), rispettivamente di 256 pagine (dimensioni della pagina: 245 × 312 mm; carta color avorio da 165 g);
- 2 volumi intitolati Piccola enciclopedia degli animali (più bassi degli altri volumi, con le copertine di tutti i 128 fascicoli a cui veniva tagliata, in alto, la fascia di 5 cm contenente le informazioni editoriali, con dimensioni finali della pagina: 245 × 261 mm; carta color avorio da 165 g).

Per rilegare ogni volume di fiabe si doveva usare:
- il frontespizio del volume (fornito gratuitamente);
- sedici fascicoli (dopo averne tolte le copertine);
- l'indice del volume (fornito gratuitamente);
- la copertina in tela azzurra con i caratteri impressionati in oro;
- la sovraccoperta a colori plastificata.

Le sovraccoperte erano di tre tipi:
- con una fascia rossa in alto e centralmente un'immagine tratta dalla fiaba araba “Lo sceicco cieco” (pag. 107 del I volume), per i quattro volumi relativi a Tutte le fiabe numerati da I a IV;
- con una fascia rossa in alto e centralmente un'immagine tratta da una fiaba cinese, per i quattro volumi relativi a Tutte le fiabe - Racconti e leggende numerati da V a VIII;
- di colore rosso con alcuni raggi blu che scendevano dall'angolo sinistro in alto con le immagini di un asino, una zebra e una foca che tiene in equilibrio sul muso un pallone (tratte rispettivamente dalle pagg. 12, 135 e 143 delle copertine dei fascicoli nº 3, 34 e 36), per i due volumi relativi alla Piccola enciclopedia degli animali numerati da IX a X.

### Elenco dei fascicoli
Qui sotto l'elenco completo dei 128 fascicoli pubblicati nel periodo che va dal 6 dicembre 1962 fino al 19 ottobre 1965 (dal N° 65 in poi, in aggiunta al titolo, anche: "Racconti e leggende").
| Data pubblicazione | N° fascicolo | Titolo in copertina                       | Titolo fiaba/racconto/leggenda | Autore o area geografica                                                                 | Immagine di copertina       | Volume | Pag. volume |
| ------------------ | ------------ | ----------------------------------------- | --- | ---------------------------------------------------------------------------------------- | --------------------------- | ------ | ----------- |
| 6 dicembre 1962    | 1            | Il castoro                                | L'usignolo | H.C. Andersen                                                                            |                             | I      | 1           |
| 13 dicembre 1962   | 2            | La pecora                                 | Il palazzo del Principe-Drago | antica fiaba popolare cinese                                                             |                             | I      | 17          |
| 20 dicembre 1962   | 3            | L'asino                                   | Biancaneve | fratelli Grimm                                                                           |                             | I      | 33          |
| 27 dicembre 1962   | 4            | Lo struzzo                                | L'acciarino magico | H.C. Andersen                                                                            |                             | I      | 49          |
| 3 gennaio 1963     | 5            | L'orso                                    | Pollicino | C. Perrault                                                                              |                             | I      | 65          |
| 10 gennaio 1963    | 6            | Il gatto                                  | Il principe Kamar e la principessa Budur | antica fiaba popolare araba                                                              |                             | I      | 81          |
| 17 gennaio 1963    | 7            | La giraffa                                | Lo sceicco cieco | antica fiaba popolare araba                                                              |                             | I      | 97          |
| 24 gennaio 1963    | 8            | La tigre                                  | Pollicina | H.C. Andersen                                                                            |                             | I      | 113         |
| 31 gennaio 1963    | 9            | La gallina                                | Storia di Alì Babà e dei quaranta ladroni | antica fiaba popolare araba                                                              |                             | I      | 129         |
| 7 febbraio 1963    | 10           | La renna                                  | Il terribile guerriero; L'anello magico (pag. 149) | fiaba africana; fiaba africana                                                           |                             | I      | 145         |
| 14 febbraio 1963   | 11           | L'elefante                                | I cigni selvatici | H.C. Andersen                                                                            |                             | I      | 161         |
| 21 febbraio 1963   | 12           | Il delfino                                | I cigni selvatici (parte seconda) | H.C. Andersen                                                                            |                             | I      | 177         |
| 28 febbraio 1963   | 13           | La gazzella                               | Il tappeto volante | antica fiaba popolare araba                                                              |                             | I      | 193         |
| 7 marzo 1963       | 14           | Il pavone                                 | Il genio del fiume; I fratelli gemelli (pag. 217) | fiaba africana; fiaba africana                                                           |                             | I      | 209         |
| 14 marzo 1963      | 15           | Lo scoiattolo                             | Pelle d'asino; Le fate (pag. 237) | fratelli Grimm; C. Perrault                                                              |                             | I      | 225         |
| 21 marzo 1963      | 16           | La rondine                                | Il bambino d'oro e il bambino d'argento; La figlia del sole e della luna (pag. 247) | fiaba africana; fiaba africana                                                           |                             | I      | 241         |
| 28 marzo 1963      | 17           | Il cavallo                                | La bella addormentata nel bosco; Cappuccetto Rosso (pag. 267) | C. Perrault                                                                              |                             | I      | 257         |
| 4 aprile 1963      | 18           | Il cigno                                  | Cenerentola, I fiori della piccola Ida (pag. 13) | C. Perrault; H.C. Andersen                                                               |                             | II     | 1           |
| 11 aprile 1963     | 19           | Il pinguino                               | I fiori della piccola Ida (parte seconda); La pastorella e lo spazzacamino (pag. 25) | C. Perrault; H.C. Andersen                                                               |                             | II     | 17          |
| 18 aprile 1963     | 20           | Il cammello                               | Abu Kir e Abu Sir | antica fiaba popolare araba                                                              |                             | II     | 33          |
| 25 aprile 1963     | 21           | Il picchio                                | Abu Kir e Abu Sir (parte seconda) | antica fiaba popolare araba                                                              |                             | II     | 49          |
| 2 maggio 1963      | 22           | La lepre                                  | Il principe Tartaruga; La strana avventura di Liù (pag. 77) | antica fiaba popolare cinese; antica fiaba popolare cinese                               |                             | II     | 65          |
| 9 maggio 1963      | 23           | Il cane                                   | La strana avventura di Liù (parte seconda); Huang e il Genio del Tuono (pag. 87) | antica fiaba popolare cinese; antica fiaba popolare cinese                               |                             | II     | 77          |
| 16 maggio 1963     | 24           | La farfalla                               | La lampada di Aladino | antica fiaba popolare araba                                                              |                             | II     | 97          |
| 23 maggio 1963     | 25           | Il leone                                  | La lampada di Aladino (parte seconda); Il giovane signor Hu (pag. 119) | antica fiaba popolare araba; antica fiaba popolare cinese                                |                             | II     | 119         |
| 30 maggio 1963     | 26           | La volpe                                  | Il librone degli incantesimi; I tre musicanti (pag. 137) | L. Bechstein; L. Bechstein                                                               |                             | II     | 129         |
| 6 giugno 1963      | 27           | La chiocciola                             | Cogia Hassan il funaio | antica fiaba popolare araba                                                              |                             | II     | 145         |
| 13 giugno 1963     | 28           | La capra                                  | L'uccello d'oro; La piccola fiammiferaia (pag. 173) | fratelli Grimm; H.C. Andersen                                                            |                             | II     | 161         |
| 20 giugno 1963     | 29           | Il pappagallo                             | Barbablù, Richetto dal ciuffo (pag. 183) | C. Perrault; C. Perrault                                                                 |                             | II     | 177         |
| 27 giugno 1963     | 30           | La scimmia                                | Cigno, appiccica; I due maicontenti (pag. 199); Il sogno del piccolo pastore (pag. 204) | L. Bechstein; L. Bechstein; L. Bechstein                                                 |                             | II     | 193         |
| 8 novembre 1963    | 31           | Il pettirosso                             | L'uccello che parla | antica fiaba popolare araba                                                              |                             | II     | 225         |
| 15 novembre 1963   | 32           | I fenicotteri                             | L'uccello che parla; Il leone e il falegname (pag. 251) | antica fiaba popolare araba; antica fiaba popolare araba                                 |                             | II     | 241         |
| 15 novembre 1963   | 33           | Il cervo                                  | Il capraio e a figlia del re; I tre cani (pag. 11) | L. Bechstein; L. Bechstein                                                               |                             | III    | 1           |
| 25 luglio 1963     | 34           | La zebra                                  | Il tesoro dei tre fratelli; La principessa incantata (24); Le avventure di Ammazzasette (pag. 29) | L. Bechstein; L. Bechstein; L. Bechstein                                                 |                             | III    | 17          |
| 1º agosto 1963     | 35           | Mucche e buoi                             | Le avventure di Ammazzasette (parte seconda); Il mugnaio e la sirena (pag. 42) | L. Bechstein; L. Bechstein                                                               |                             | III    | 33          |
| 8 agosto 1963      | 36           | La foca                                   | La settimana di un piccolo elfo; La diligenza a dodici posti (pag. 61) | H.C. Andersen; H.C. Andersen                                                             |                             | III    | 49          |
| 22 agosto 1963     | 37           | Il leopardo                               | Il compagno di viaggio | H.C. Andersen                                                                            |                             | III    | 65          |
| 29 agosto 1963     | 38           | Il cavalluccio di mare                    | Il soldatino di piombo] (pag. 89) | H.C. Andersen; H.C. Andersen                                                             |                             | III    | 81          |
| 5 settembre 1963   | 39           | Il canguro                                | La regina delle nevi; Quel che fai tu è sempre ben fatto (pag. 107) | H.C. Andersen; H.C. Andersen                                                             |                             | III    | 97          |
| 12 settembre 1963  | 40           | L'oca                                     | L'arciladro si converte | L. Bechstein                                                                             |                             | III    | 113         |
| 19 settembre 1963  | 41           | Il porcellino                             | La cicala e la formica; Il topo di campagna e il topo di città (pag. 133); Il lupo e l’agnello (pag. 135) ; Il lupo e la cicogna (pag. 139); La colomba e la formica (pag. 140); La volpe e la cicogna (pag. 142) | La Fontaine; La Fontaine; La Fontaine; La Fontaine; La Fontaine; La Fontaine             |                             | III    | 129         |
| 26 settembre 1963  | 42           | L'orso bruno                              | La lattaia e il bricco del latte; La volpe e l'uva (pag. 149); Il pesciolino e il pescatore (pag. 151); La lepre e la tartaruga (pag. 154); Il gatto, la donnola e il coniglietto (pag. 157)                      | La Fontaine; La Fontaine; La Fontaine; La Fontaine; La Fontaine                          |                             | III    | 145         |
| 3 ottobre 1963     | 43           | Il lama                                   | La cerva nel bosco; L'uccello azzurro (pag. 171); Biondina, Cervetta e Micina (pag. 181) | M.me d’Aulnoy; M.me d’Aulnoy                                                             |                             | III    | 161         |
| 10 ottobre 1963    | 44           | Il lupo                                   | L'uccello azzurro (parte seconda); Biondina, Cervetta e Micina (pag. 181) | M.me d’Aulnoy; Comtesse de Ségur                                                         |                             | III    | 177         |
| 17 ottobre 1963    | 45           | Il granchio                               | Il buon piccolo Carletto | Comtesse de Ségur                                                                        |                             | III    | 193         |
| 24 ottobre 1963    | 46           | Il gabbiano                               | La principessa e i sette cavalieri | A.S. Puškin                                                                              |                             | III    | 209         |
| 31 ottobre 1963    | 47           | Le cince                                  | Lo zar Saltàn | A.S. Puškin                                                                              |                             | III    | 225         |
| 7 novembre 1963    | 48           | La marmotta                               | Lo zar Saltàn (parte seconda); Il pesciolino d'oro (pag. 248) | A.S. Puškin; A.S. Puškin                                                                 |                             | III    | 241         |
| 14 novembre 1963   | 49           | Il giaguaro                               | Il gatto dagli stivali; Il brutto anatroccolo (pag. 9) | C. Perrault; H.C. Andersen                                                               |                             | IV     | 1           |
| 21 novembre 1963   | 50           | La cicogna                                | L'uomo di ferro; La sposa bianca e la sposa nera (pag. 27) | fratelli Grimm; fratelli Grimm                                                           |                             | IV     | 17          |
| 28 novembre 1963   | 51           | Le rane                                   | Fratellino e Sorellina; Le tre piume (pag. 43) | fratelli Grimm; fratelli Grimm                                                           |                             | IV     | 33          |
| 5 dicembre 1963    | 52           | Il bufalo                                 | Le caprette e il lupo; La volpe e il granchio (pag. 54); Il gatto e il montone (pag. 57) | fiaba popolare russa; fiaba popolare russa; fiaba popolare russa                         |                             | IV     | 49          |
| 12 dicembre 1963   | 53           | L'ape                                     | La figlia del Re Drago | Li Chao-wei                                                                              |                             | IV     | 65          |
| 19 dicembre 1963   | 54           | La tartaruga                              | Le avventure di Said | W. Hauff                                                                                 |                             | IV     | 81          |
| 26 dicembre 1963   | 55           | La tortora                                | Le avventure di Said (parte seconda) | W. Hauff                                                                                 |                             | IV     | 97          |
| 2 gennaio 1964     | 56           | Il fagiano                                | Alice nel paese delle meraviglie: Nella tana del coniglio, Il lago di lacrime (pag. 117), La corsa in girotondo e un racconto con la coda (pag. 120)                                                              | Lewis Carroll                                                                            |                             | IV     | 113         |
| 9 gennaio 1964     | 57           | Il topolino                               | Alice nel paese delle meraviglie: Il consiglio del bruco, Maiali e Pepe (pag. 135), Una singolare merenda (pag. 140) (parte seconda)                                                                              | Lewis Carroll                                                                            |                             | IV     | 129         |
| 16 gennaio 1964    | 58           | Il pellicano                              | Alice nel paese delle meraviglie: Il ricevimento della regina, La storia della tartaruga vitellina (pag. 151), Chi ha rubato le tartine? (pag. 154), La testimonianza di Alice (pag. 157) (parte terza)           | Lewis Carroll                                                                            |                             | IV     | 145         |
| 22 maggio 1964     | 59           | Il passero                                | Il sale; Mignanne e il principe Desir (pag. 167); Il lino (pag. 172) | fiaba popolare russa; Leprince de Beaumont; H.C. Andersen                                |                             | IV     | 161         |
| 30 gennaio 1964    | 60           | La lince                                  | La topolina bigia | Comtesse de Ségur                                                                        |                             | IV     | 177         |
| 6 febbraio 1964    | 61           | Gli uccelli esotici                       | Il drago nero; Il fiore della felicità (pag. 199) | N. Pignatelli; antica fiaba coreana                                                      |                             | IV     | 193         |
| 13 febbraio 1964   | 62           | L'istrice                                 | Hänsel e Gretel; La principessa sul pisello (pag. 221) | fratelli Grimm; H.C. Andersen                                                            |                             | IV     | 209         |
| 20 febbraio 1964   | 63           | Cani da compagnia                         | La Bella e la Bestia | Leprince de Beaumont                                                                     |                             | IV     | 225         |
| 27 febbraio 1964   | 64           | Cani da caccia e da utilità               | La Bella e la Bestia (parte seconda) | Leprince de Beaumont                                                                     |                             | IV     | 241         |
| 5 marzo 1964       | 65           | La lontra                                 | Emiliano lo sciocco | racconto popolare russo                                                                  |                             | V      | 1           |
| 12 marzo 1964      | 66           | La pantera nera e i leopardi              | Maria Marina | racconto popolare russo                                                                  |                             | V      | 17          |
| 26 marzo 1964      | 67           | La lucertola e il ramarro                 | Il principe Ivan e l'uccello di fuoco; La principessa rana (pag. 45) | racconto popolare russo; racconto popolare russo                                         |                             | V      | 33          |
| 2 aprile 1964      | 68           | Il puma                                   | La principessa rana (parte seconda); Vassillissa la bella (pag. 55) | racconto popolare russo; racconto popolare russo                                         |                             | V      | 49          |
| 9 aprile 1964      | 69           | Lo stambecco delle Alpi                   | Il grande Issumbosci; Urascimatarò (pag. 71) | racconto popolare giapponese; racconto popolare giapponese                               |                             | V      | 65          |
| 16 aprile 1964     | 70           | Il ghiro                                  | La storia di Hime; La teiera ballerina (pag. 93) | racconto popolare giapponese; racconto popolare giapponese                               |                             | V      | 81          |
| 23 aprile 1964     | 71           | Il procione                               | Hanaco dal grande cappello; Il passero amico (pag. 103); La puzzola cattiva (pag. 111) | racconto popolare giapponese; racconto popolare giapponese; racconto popolare giapponese |                             | V      | 97          |
| 30 aprile 1964     | 72           | I macachi                                 | La puzzola cattiva (parte seconda); Il velo fatato (pag. 119); I prodigi di Sciro (pag. 123) | racconto popolare giapponese; racconto popolare giapponese; racconto popolare giapponese |                             | V      | 113         |
| 7 maggio 1964      | 73           | La gru cinerina                           | Leggende germaniche da “L'anello del Nibelungo”: L'oro del Reno, Il Regno dei Nibelunghi (pag. 135), Il Baratto (pag. 143)                                                                                        | R. Wagner                                                                                |                             | V      | 129         |
| 14 maggio 1964     | 74           | Le conchiglie marine                      | Leggende germaniche da “L'anello del Nibelungo”: L'eroe dei Welsidi, Il duello fatale (pag. 152), L'ira di Wotan (pag. 154), Sigfrido e il nano (pag. 156), La lotta con il drago (pag. 159)                      | R. Wagner                                                                                |                             | V      | 145         |
| 21 maggio 1964     | 75           | L'impala                                  | Leggende germaniche da “L'anello del Nibelungo”: Il risveglio di Brunilde, Le insidie di Hagen (pag. 168), Il tradimento (pag. 172)                                                                               | R. Wagner                                                                                |                             | V      | 161         |
| 28 maggio 1964     | 76           | Uccelli di mare                           | Leggende germaniche da “L'anello del Nibelungo”: Il tradimento (cont.), La morte di Sigfrido (pag. 178), Il crepuscolo degli dei (pag. 188)                                                                       | R. Wagner                                                                                |                             | V      | 177         |
| 9 ottobre 1964     | 77           | L'okapia                                  | La statua; Prezzemolina (pag. 206) | G.B. Basile; G.B. Basile                                                                 |                             | V      | 193         |
| 16 ottobre 1964    | 78           | Il ghepardo                               | Prezzemolina (parte seconda); I tre cedri (pag. 214) | G.B. Basile; G.B. Basile                                                                 |                             | V      | 209         |
| 23 ottobre 1964    | 79           | Il camaleonte                             | Vardiello; Lo sciocco (pag. 235) | G.B. Basile; G.B. Basile                                                                 |                             | V      | 225         |
| 30 ottobre 1964    | 80           | Le proscimmie                             | Lo sciocco (parte seconda); I mesi (pag. 250) | G.B. Basile; G.B. Basile                                                                 |                             | V      | 241         |
|                    | 81           | Gli animali corazzati                     | Il sacco delle illusioni |                                                                                          |                             | VI     |             |
|                    | 82           | Animali inventori (I pesci)               | Mutabor; Aquile e diamanti (pag. ??) |                                                                                          |                             | VI     |             |
|                    | 83           | Le cavallette                             | Aquile e diamanti (parte seconda); La principessa in giardino (pag. ??) |                                                                                          |                             | VI     |             |
|                    | 84           | La mangusta                               | La principessa della selva dei glicini; Lo strano mendicante (pag. ??) |                                                                                          |                             | VI     |             |
|                    | 85           | Il tasso                                  | Lo strano mendicante (parte seconda); La regina del lago Tung-Ting (pag. ??) |                                                                                          |                             | VI     |             |
|                    | 86           | L'alce                                    | La regina del lago Tung-Ting (parte seconda); I crisantemi verdi (pag. ??); Il sogno del giovane Tao (pag. ??) |                                                                                          |                             | VI     |             |
|                    | 87           | Il rinoceronte                            | La luna e il cacciatore di opossum; Il ritorno dei fiori (pag. ??) |                                                                                          |                             | VI     |             |
|                    | 88           | L'orango e il gorilla                     | Il ritorno dei fiori (parte seconda); Il dono del fuoco (pag. ??) |                                                                                          |                             | VI     |             |
|                    | 89           | Il camoscio                               | |                                                                                          |                             | VI     |             |
|                    | 90           | Il martin pescatore                       | |                                                                                          |                             | VI     |             |
|                    | 91           | Il bisonte                                | Titanomachia; Prometeo (pag. ??); Fetonte (pag. ??); Dionisio e i pirati (pag. ??) |                                                                                          |                             | VI     |             |
|                    | 92           | Gli animali astronauti                    | Le mele d'oro delle esperidi; Plutone e Proserpina (pag. ??) |                                                                                          |                             | VI     |             |
|                    | 93           | Il koala                                  | Gli argonauti |                                                                                          |                             | VI     |             |
|                    | 94           | Animali inventori (uccelli e insetti)     | Orfeo ed Euridice; Filemone e Bauci (pag. ??); Teseo e il Minotauro (pag. ??); Dedalo ed Icaro (pag. ??); |                                                                                          |                             | VI     |             |
|                    | 95           | Il coniglio                               | L'isola del tabacco |                                                                                          |                             | VI     |             |
|                    | 96           | Gli animali e la scienza medica           | Il principe Coniraya; I tre fratelli invincibili (pag. ??) |                                                                                          |                             | VI     |             |
|                    | 97           | Uccelli da gabbia                         | Il mercante e l'angelo nero |                                                                                          |                             | VII    | 1           |
|                    | 98           | Anche gli animali s'intendono             | Il mercante e l'angelo nero (parte seconda) |                                                                                          |                             | VII    |             |
|                    | 99           | Il panda                                  | Le due chiavi |                                                                                          | [ collegamento interrotto ] | VII    |             |
|                    | 100          | Il veleno dei serpenti                    | Le due chiavi (parte seconda) |                                                                                          |                             | VII    | 33          |
|                    | 101          | La balena                                 | La città degli elefanti | racconto indiano                                                                         |                             | VII    | 65          |
|                    | 102          | La libellula                              | Nala e Damaianti; Il grande agone (pag. 93) | racconto indiano                                                                         |                             | VII    | 81          |
|                    | 103          | L'ornitorinco                             | Il nuovo re | racconto indiano                                                                         |                             | VII    | 100         |
|                    | 104          | L'ermellino                               | La casa benedetta; I mostri (pag. 125) | racconto indiano                                                                         |                             | VII    | 118         |
|                    | 105          | La migrazione degli uccelli               | La vita nella selva | racconto indiano                                                                         |                             | VII    | 132         |
|                    | 106          | Mammiferi migratori                       | Una profezia | racconto indiano                                                                         |                             | VII    | 156         |
|                    | 107          | Le migrazioni dei pesci                   | La principessa Draupadi; Il re dei re (pag. 170) | racconto indiano                                                                         |                             | VII    | 161         |
|                    | 108          | Il riccio o porcospino                    | Erik il grande |                                                                                          |                             | VII    | 177         |
|                    | 109          | Uccelli che non volano                    | Lo specchio di Are |                                                                                          |                             | VII    | 193         |
|                    | 110          | Collaborazione e associazione tra animali | Il bambino dipinto sul muro |                                                                                          |                             | VII    | 209         |
|                    | 111          | Collaborazione tra animali e piante       | La farfalla dalle ali d'oro; Il vecchio giovane (pag. 233) |                                                                                          |                             | VII    | 225         |
|                    | 112          | Animali velenosi                          | Il portafortuna; La Gospoda (pag. 247); La scarpina della sposa (pag. 253) |                                                                                          |                             | VII    | 241         |
|                    | 113          | Il pipistrello e altri mammiferi volanti  | Il giardino di Wiosna |                                                                                          |                             | VIII   | 1           |
|                    | 114          | I coralli e le attinie                    | Hosheng e il fuoco degli dei; Storia del re, del demone e del fabbro (pag. ??) |                                                                                          |                             | VIII   |             |
|                    | 115          | I parchi nazionali italiani               | Storia del re, del demone e del fabbro (parte seconda); Rustem, l'eroe (pag. ??) |                                                                                          |                             | VIII   |             |
|                    | 116          | Animali scomparsi (I rettili)             | Rustem, l'eroe (parte seconda); Iskender l'immortale (pag. ??) |                                                                                          |                             | VIII   |             |
|                    | 117          | Animali scomparsi (I mammiferi)           | Iskender l'immortale (parte seconda) |                                                                                          |                             | VIII   |             |
|                    | 118          | La storia del cavallo                     | La croce di fuoco |                                                                                          |                             | VIII   |             |
|                    | 119          | Strani impieghi di animali                | La croce di fuoco (parte seconda); La brutta notte di Ross o'Hara (pag. ??) |                                                                                          |                             | VIII   |             |
|                    | 120          | Il plancton                               | La brutta notte di Ross o'Hara (parte seconda); La grossa dei fanciulli di pietra (pag. ??) |                                                                                          |                             | VIII   |             |
|                    | 121          | Le meduse                                 | La grossa dei fanciulli di pietra (parte seconda) |                                                                                          |                             | VIII   |             |
|                    | 122          | Il mimetismo animale                      | Stelle sulla terra |                                                                                          |                             | VIII   |             |
|                    | 123          | I viverridi                               | Il mago del terremoto |                                                                                          |                             | VIII   |             |
|                    | 124          | Il coyote                                 | Pandagian, la danzatrice |                                                                                          |                             | VIII   |             |
|                    | 125          | La civetta                                | La bella Calitea |                                                                                          |                             | VIII   |             |
|                    | 126          | Gli animali delle Galàpagos               | La bella Calitea (parte seconda); Lo scialle (pag. ??) |                                                                                          |                             | VIII   |             |
|                    | 127          | Strani animali dell'Australia             | Il cavaliere di bronzo |                                                                                          |                             | VIII   |             |
|                    | 128          | La vita nel deserto                       | Belle ma bugiarde |                                                                                          |                             | VIII   |             |

## Le illustrazioni
I fascicoli di Tutte le fiabe si distinguono da - e si impongono su - quanto presente in precedenza sul mercato editoriale per la bellezza delle illustrazioni.

### Copertine
In stile naturalista, sono opera di eccezionali illustratori. Dalle firme presenti su alcune tavole è possibile attribuirle a:
- Gianbattista Bertelli:[2] sue sono quasi tutte le immagini poste in I e IV di copertina dei fascicoli che vanno dall'1 al 64;
- Piero Cozzaglio: sue sono tutte le immagini poste in I e IV di copertina dei fascicoli che vanno dal 65 al 128. Inoltre sue sono le immagini di dettaglio degli animali, che illustrano internamente le copertine;
- Libico Maraja: di certo sono sue - in quanto firmate - le copertine relative al fascicolo nº 12 su "Il delfino".

### Fiabe
Le immagini che illustrano le fiabe – pure di notevole qualità e fascino, a dimostrazione di una grande immaginazione unita alla perfetta conoscenza della tecnica da parte degli illustratori – risultano essere (grazie alle firme che talvolta compaiono) di:
- Cardini (ad es.: Biancaneve);
- Libico Maraja (ad es.: Alice nel paese delle meraviglie; L'anello magico; I fratelli gemelli; Il compagno di viaggio);
- Gianni Benvenuti (tutte senza firma ma a lui univocamente attribuite in altri volumi del Gruppo Editoriale Fabbri):
  - La lampada di Aladino; Storia di Alì Babà e dei quaranta ladroni; Il tappeto volante[3];
  - Il grande Issumbosci, Urascimatarò, Il ghiro La storia di Hime, La teiera ballerina, Il procione Hanaco dal grande cappello, Il passero amico, La puzzola cattiva, Il velo fatato, I prodigi di Sciro[4];
  - Lo zar Saltàn, Il pesciolino d'oro, Il principe Olèg, La principessa e i sette cavalieri[5];
  - Abu Qir e Abu Sir, Il principe Kamar e la principessa Budur, Lo sceicco cieco[6].

## Errata corrige

### Copertine
Compaiono alcuni errori di numerazioni delle pagine interne delle copertine nº 34 (la pag. 144 è in effetti da numerare 134), nº 35 (la pag. 148 è in effetti da numerare 138) e nº 36 (la pag. 152 è in effetti da numerare 142). Errori che poi risultano confusivi una volta che dette copertine vanno a costituire la Piccola Enciclopedia degli Animali.

### Favole
Ciascun volume di favole avrebbe dovuto essere formato da 16 fascicoli, per un totale di 256 pagine a volume (essendo ciascun fascicolo di 16 pagine). Questo si nota anche dagli indici originari dei volumi, attraverso le favole che contengono e la numerazione delle pagine attribuita in tali indici.
In effetti il volume I è invece composto da ben 17 fascicoli (finendo così stranamente alla pagina 272), mentre il volume II contiene solo 15 fascicoli, per un totale di sole 240 pagine, ma termina erroneamente (la numerazione presente nel II volume ha un salto - mancando da pag. 209 a 224 - equivalente a un fascicolo) con la pagina 256. L'errore è chiaro confrontando la numerazione presente negli indici originari con l'effettiva numerazione presente su ogni pagina dei fascicoli: la favola “Il sogno del piccolo pastore”, che nell'indice è riportata alla pag. 220, in realtà occupa le pagg. 204-208 presenti nel fascicolo nº 30; le favole “L'uccello che parla” e “Il leone e il falegname”, previste dall'indice rispettivamente alle pagg. 225-250 (presenti nei fascicoli nº 31 e 32) e 251-256 (presenti nel fascicolo nº 32) - per quanto manchino le pagine che vanno dalla 209 alla 224 (ossia l'equivalente di un intero fascicolo di 16 pagine) - mantengono erroneamente la stessa numerazione dell'indice originario, dando così luogo a un buco di 16 pagine. L'errore probabilmente nasce dall'aver previsto inizialmente (lo si deduce sempre dagli indici) le favole “La bella addormentata nel bosco” e “Cappuccetto Rosso” all'inizio del volume II, mentre esse, in effetti, sono le ultime due del volume I (portandolo così dallo standard di 256 pagine, ossia 16 fascicoli, a 272 pagine, ossia 17 fascicoli); e nel non aver corretto poi la numerazione delle pagine dei fascicoli nº 31 e 32, numerazione che lascia così presupporre erroneamente la presenza di un fascicolo (come se fosse il nº 30bis) "fantasma" (in merito si veda anche il prossimo paragrafo "Fogli aggiuntivi per rilegatura").

### Fogli aggiuntivi per rilegatura
L'indice del I volume riporta erroneamente il titolo “Biancaneve e i sette nani” per la favola “Biancaneve”, per altro correttamente nominata poi a pag. 33 dello stesso volume.
Gli indici originariamente forniti dall'editore per il I e II volume presentarono errori di attribuzioni e di numeri di pagina: infatti le favole “La bella addormentata nel bosco” e “Cappuccetto Rosso”, segnalati nel II volume, in base alla effettiva numerazione presente sulle pagine fanno invece parte del I volume (essendo di fatto le ultime due favole di quest'ultimo).
L'indice del III volume riporta erroneamente il nome Micino – invece che Micina – per la favola “Biondina, Cervetta e Micina”.